# 30 Rock
30 Rock er en Emmy-vindende tv-serie fra USA som blev sendt første gang på NBC 11. oktober 2006.
Serien er lavet og skrevet af Tina Fey, tidligere Saturday Night Live skribent og skuespiller. Seriens sidste afsnit 'Last Lunch' (sæson 7) blev vist 31. januar 2013. 
Navnet på serien henviser til 30 Rockefeller Plaza, også kendt som GE Building, som er hovedkontoret til NBCs New York-studio.
Serien er stort set baseret på Feys erfaring som hovedskribent for den amerikanske serie Saturday Night Live. 30 Rock foregår bag scenen på en fiktiv live sketch komedie serie, som skal forestille at blive vist på NBC. Her har Tina Fey rollen som Liz Lemon, sketch seriens hovedforfatter. 
Pilot episoden havde premiere 11. oktober 2006 og seriens afsluttende sæson blev sendt fra 14. oktober 2012. Hver sæson indeholdt omkring 22 afsnit, dog var seriens sidste sæson, sæson 7 kun på 13 episoder. 
Serien har 13 regulære skuespillere, Tina Fey, Tracy Morgan, Jane Krakowski, Jack McBrayer, Scott Adsit, Judah Friedlander, Alec Baldwin, Katrina Bowden, Keith Powell, John Lutz, Kevin Brown, Grizz Chapman og Maulik Pancholy.
30 Rock blev en succes og har vundet mange store priser. Bl.a. Emmy Awards for bedste komedie i 2007, 2008 og 2009. Den 14. juli 2009 blev serien nomineret til 22 Emmy Awards, hvilket er højeste antal nogensinde på et år for en komedieserie. Ligeledes har flere af seriens skuespillere vundet priser for deres optræden i serien. 
Den 18. juli 2013 blev seriens afsluttende sæson 7 nomineret til 13 Primetime Emmy Awards, hvilket betød at serien sammenlagt har 103 nomineringer. 

## Episoder
| Sæson | Episoder | Sæsonstart         | Sæsonslutning   |
| ----- | -------- | ------------------ | --------------- |
| 1     | 21       | 11. oktober 2006   | 26. april 2007  |
| 2     | 15       | 4. oktober 2007    | 8. maj 2008     |
| 3     | 22       | 30. oktober 2008   | 14. maj 2009    |
| 4     | 22       | 15. oktober 2009   | 20. maj 2010    |
| 5     | 23       | 23. september 2010 | 5. maj 2011     |
| 6     | 22       | 12. januar 2012    | 17. maj 2012    |
| 7     | 13       | 4. oktober, 2012   | 31. januar 2013 |